# Kawlata
La kawlata es una sopa de verduras típica de la gastronomía maltesa. Por lo general, se elabora con repollo y carne de cerdo,  y tradicionalmente se consume durante los meses de invierno.
El primer periódico maltés se llamaba Il-kawlata maltija («popurrí maltés»). Durante la Segunda Guerra Mundial, la kawlata fue un alimento básico preparado en las cocinas comunales.